# Wolverton, Minnesota
Wolverton là một thành phố thuộc quận Wilkin, tiểu bang Minnesota, Hoa Kỳ. Năm 2010, dân số của thành phố này là 142 người.

## Dân số
- Dân số năm 2000: 122 người.
- Dân số năm 2010: 142 người.